# Felipa de Lancaster
Felipa de Lancaster (Leicester, Regne Unit 1360 - Odivelas 1415), princesa anglesa i reina consort de Portugal (1387-1415).
Fou la filla primogènita dels set fills del príncep Joan de Gant, i la seva primera esposa Blanca de Lancaster. Per línia paterna era neta d'Eduard III d'Anglaterra i Felipa d'Hainaut, i per línia materna també era descendent del mateix Eduard III.

## Núpcies i descendents
Es casà l'11 de febrer de 1387 a Porto amb el rei Joan I de Portugal. D'aquesta unió nasqueren:
- Blanca de Portugal (1388-1389)
- Alfons de Portugal (1390-1400)
- Eduard I de Portugal (1391-1438), rei de Portugal
- Pere de Portugal (1392-1449), primer duc de Coïmbra
- Enric el Navegant (1394-1460), primer duc de Viseu
- fIsabel de Portugal (1397-1472),
- Blanca de Portugal (1398)
- Joan de Portugal (1400-1442), duc d'Aveiro
- Ferran de Portugal (1402-1433)

## Vida política
En aplicació del tractat de Windsor de 1386, aquest matrimoni polític va ser el pas final de l'aliança entre Portugal i Anglaterra, formada per a contrarestar la creada entre França i la Corona de Castella. Felipa és recordada per ser una reina generosa i molt benvolguda, encara que lamentablement infeliç en la seva vida de casada, ja que el rei Joan era un home aficionat a les aventures amb dames de la cort. La seva amant favorita va ser la bellíssima Agnès Pires, amb la qual va tenir dos fills, els quals Felipa va criar com si fossin seus.
Del seu matrimoni van néixer nou fills, dels quals només sis van arribar a l'edat adulta, que van ser infants refinats i respectats a tot Europa.
Felipa va morir víctima de la pesta a la ciutat d'Odivelas, el 19 de juliol de 1415, als 55 anys, i va ser sebollida al monestir de Batalla.